# Foreste Rossanesi
Foreste Rossanesi este o arie protejată (arie specială de conservare — SAC, sit de importanță comunitară — SCI) din Italia întinsă pe o suprafață de 4.348 ha, integral pe uscat.

## Localizare
Centrul sitului Foreste Rossanesi este situat la coordonatele 39°33′09″N 16°34′47″E / 39.5525°N 16.579722°E.

## Înființare
Situl Foreste Rossanesi a fost declarat sit de importanță comunitară în septembrie 1995 pentru a proteja 27 de specii de animale. Situl a fost protejat și ca arie specială de conservare în iunie 2017.

## Biodiversitate
Situată în ecoregiunea mediteraneană, aria protejată conține 8 habitate naturale: Galerii de Salix alba și de Populus alba, Păduri de Quercus ilex și Quercus rotundifolia, Păduri de pin (sub-) mediteraneene cu pini negri endemici, Păduri panonice-balcanice de stejar turcesc - stejar sesil, Păduri de Castanea sativa, Pseudostepă cu ierburi și specii anuale de Thero-Brachypodietea, Păduri de stejar alb estice, Râuri mediteraneene cu debit permanent și vegetație de Glaucium flavum.
La baza desemnării sitului se află mai multe specii protejate:
- păsări (23): pițigoi codat (Aegithalos caudatus), șorecarul comun (Buteo buteo), Certhia brachydactyla, florinte (Chloris chloris), porumbel gulerat (Columba palumbus), pițigoi albastru (Cyanistes caeruleus), ciocănitoare pestriță mare (Dendrocopos major), măcăleandru (Erithacus rubecula), cinteză (Fringilla coelebs), câneparul (Linaria cannabina), forfecuță gălbuie (Loxia curvirostra), pițigoi mare (Parus major), pițigoi de brădet (Periparus ater), ciocănitoarea verde (Picus viridis), aușel sprâncenat (Regulus ignicapilla), țiclete (Sitta europaea), huhurez mic (Strix aluco), silvie cu cap negru (Sylvia atricapilla), silvie roșcată (Sylvia cantillans), silvie mediteraneană (Sylvia melanocephala), silvie de tufiș (Sylvia undata), mierlă (Turdus merula), sturzul de vâsc (Turdus viscivorus)
- amfibieni (2): Bombina pachypus, Salamandrina terdigitata
- nevertebrate (1): croitorul mare al stejarului (Cerambyx cerdo)
- reptile (1): șarpele cu patru dungi (Elaphe quatuorlineata)

Pe lângă speciile protejate, pe teritoriul sitului au mai fost identificate 8 specii de plante, 1 specie de amfibieni, 6 specii de mamifere, 1 specie de nevertebrate, 4 specii de reptile.